# Girolamo Zacconi
Girolamo Zacconi (falecido em 1558) foi um prelado católico romano que serviu como bispo de Strongoli (1541–1558).

## Biografia
No dia 20 de maio de 1541, Girolamo Zacconi foi nomeado pelo Papa Paulo III como Bispo de Strongoli. Serviu como Bispo de Strongoli até à sua renúncia em 1558.